# Tage Thompson
Tage Nathaniel Thompson (ur. 30 października 1997 w Phoenix, Arizona, USA) – hokeista amerykański, gracz ligi NHL, reprezentant Stanów Zjednoczonych.

## Kariera klubowa
- University of Connecticut (27.08.2014 - 7.03.2017)
  -  Chicago Wolves (2016 - 2017)
- St. Louis Blues (7.03.2017 - 2.07.2018)
  -  San Antonio Rampage (2017 - 2018)
- Buffalo Sabres (2.07.2018 -
  -  Rochester Americans (2018 - 2020)

## Kariera reprezentacyjna
- Reprezentant USA na MŚJ U-18 w 2015
- Reprezentant USA na  MŚJ U-20 w 2017
- Reprezentant USA na MŚ w 2018
- Reprezentant USA na MŚ w 2021

## Sukcesy
Reprezentacyjne
- Złoty medal z reprezentacją USA na MŚJ U-18 w 2015
- Złoty medal z reprezentacją USA na  MŚJ U-20 w 2017
- Brązowy medal z reprezentacją USA na MŚ w 2018
- Brązowy medal z reprezentacją USA na MŚ w 2021